# Peter-und-Paul-Kirche (Unterschönau)

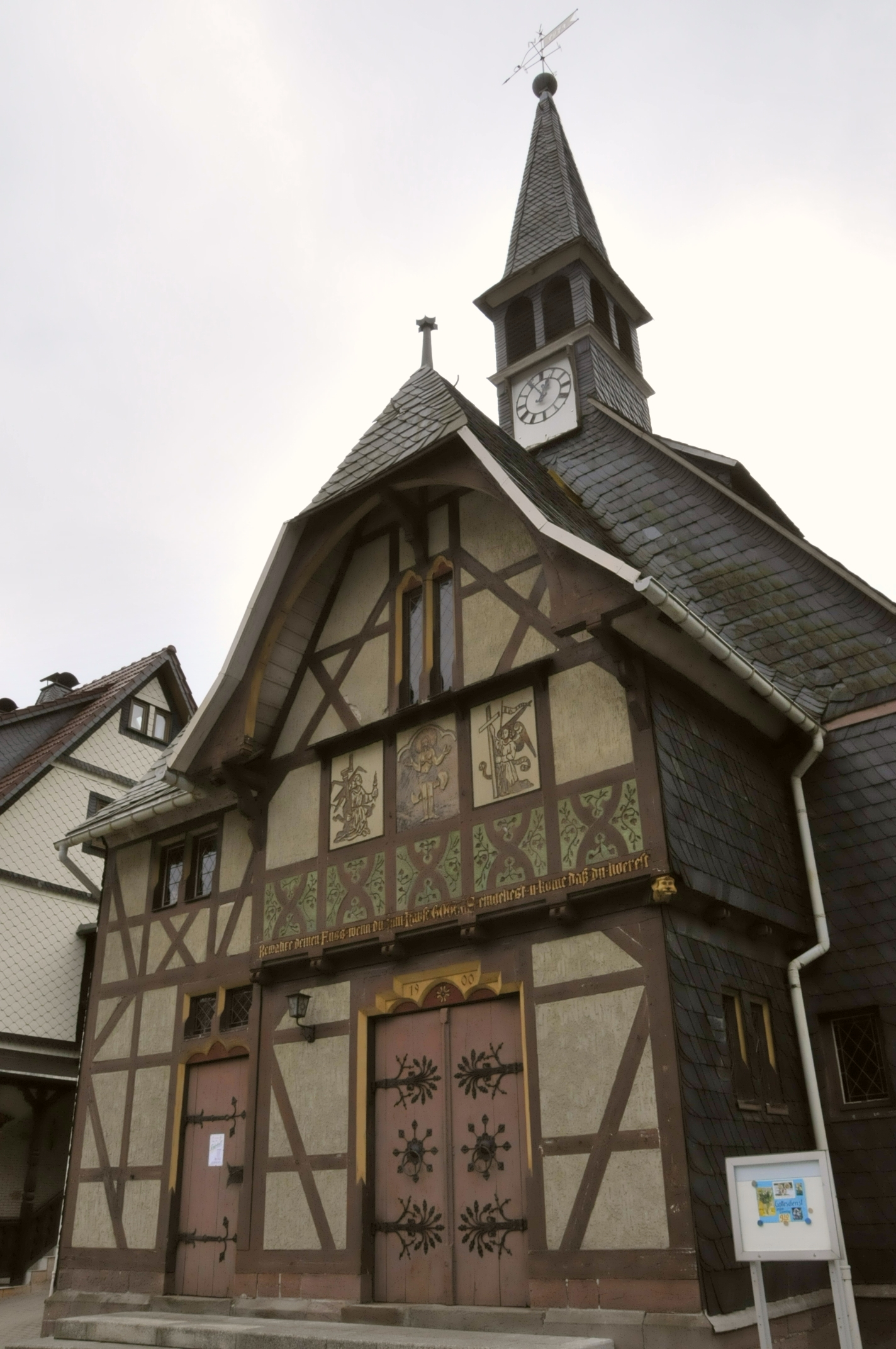
Die Kirche

Die evangelisch-lutherische Peter-und-Paul-Kirche steht im Ortsteil Unterschönau der Stadt Steinbach-Hallenberg im Landkreis Schmalkalden-Meiningen in Thüringen.

## Geschichte
An der Stelle eines baufälligen Betsaales wurde die kleine Kirche im Jahr 1900 seitlich der Hauptstraße erbaut. Die Portalseite ist malerisch und mit verziertem Fachwerk und biblischen Motiven im Mörtelputz der Gefache versehen.
Zur Einhundertjahrfeier des Gotteshauses wurde der im Stile der Neugotik gehaltene Innenraum im frischen Grünton gestaltet. Ein besonderes Merkmal sind die goldenen Sterne im Tonnengewölbe.